# كلاب (اسم)
كلاب هو اسم علم مذكر من أصل عربي، ومعناه هو صاحب الكلاب دلالة على القوة.

## الأصل اللغوي
معناه هو صاحب الكلاب دلالة على القوة.

## شخصيات تحمل الاسم
- كلاب بن أمية بن الأسكر الكناني
- كلاب بن مرة (30 نوفمبر 373 – )

## وصلات خارجية
- موسوعة السلطان قابوس لأسماء العرب نسخة محفوظة 5 أبريل 2019 على موقع واي باك مشين.